# Debut (Tony Hadley)
Debut è la prima raccolta solista del cantante pop rock britannico Tony Hadley, pubblicata per la prima volta nel 2000 (e ristampata nel 2003). L'album ripropone la prima performance dal vivo dell'artista a Colonia, in Germania, il 26 marzo del 1992, trasmessa dalla TV tedesca. Il disco contiene 9 brani, gran parte dei quali originariamente contenuti nel primo album solista del 1992, intitolato The State of Play.

## Tracce
1. Lost in Your Love – 4:44
2. This Time – 4:43
3. Riverside – 4:39
4. Why Can't We Fall in Love – 4:02
5. Interview – 2:32
6. Somebody Up there – 5:06
7. Freewheel – 5:32
8. One Good Reason – 4:52
9. Theme No. 7 – 3:52